# Ющенко, Андрей Андреевич
Андрей Андреевич Ющенко (укр. Андрій Андрійович Ющенко; 10 апреля 1919—1992) — советский офицер, позднее педагог. Участник Великой Отечественной войны. Отец третьего президента Украины Виктора Ющенко.

## Биография
Родился 10 апреля 1919 года в селе Хоружевка Недригайловского района Сумской области. Родители — Андрей и Мария, крестьяне.
В 1934 году Ющенко окончил неполную среднюю (семь классов) школу. В 1935 году поступил на исторический факультет Харьковского государственного пединститута.
Участник Великой Отечественной войны (закончил старшим лейтенантом); место службы: 29-я моторизованная дивизия (СССР); узник Освенцима (с февраля 1944 года, лагерный номер 11367) и других немецких концентрационных лагерей (Мюльберг, Вольфен, Нюрнберг и Ламсдорф). После войны преподавал английский язык в школе.
Скончался в 1992 году.

## Память
Из выступления Президента Украины Виктора Ющенко в телепроекте «Дякуємо за Перемогу!» 9 мая 2006 года: «Взагалі в армію він попав у 1939 році в Слонӧм, на погранзаставу. Зараз це Польща, колись це була Білорусь. Там його застала війна. Він був кавалеристом, прикордонником. Ще дивовижно — зараз стільки говорять про Білорусь, Західну Україну, яка прийняла першу хвилю удару, буквально вранці 22 числа, були артпідготовки, моторизовані дивізії. Він до 30 грудня 1941 року не попав у полон. Неповних 6 місяців мій батько ходив по лісах, партизанили, ходили в різних групах. Потім перед новим Роком (з 1941 на 1942) його взяли в полон. Потім доля так провела його, що він прожив, мав історію перебувати у семи концтаборах. При чому у таких, як Дахау, Бухенвальд, острів Мазовець, і останній табір, в якому він був, — з 26 лютого 1944 року Освенцім».
В 2007 году вышла книга «Андрей Ющенко: персонаж и „легенда“».